# Стрілецькі пісні
Стріле́цькі пісні́ — пісні, створені в легіоні Українських січових стрільців 1914—1918 під час національно-визвольної боротьби (маршово-бойові, жалобні, любовні й жартівливі). Головні творці стрілецьких пісень: М. Гайворонський, капельмайстер оркестри УСС, Р. Купчинський і Л. Лепкий. Стрілецькі пісні є в хорових і сольних обробках низки українських композиторів.

## Відомі стрілецькі пісні
- Ой у лузі червона калина — гімн Січових стрільців.
- Чуєш, брате мій (Журавлі)
- Ой на горі на Маківці
- Там, за небокраєм
- Гей, там на горі Січ іде
- Не пора
- Прощався стрілець
- Гімн безсмертної батави
- Комарик
- Йшли селом партизани
- Хай живе вільна Україна
- Ой там попід лісом
- Гей гу, гей га
- Заквітчали дівчатонька
- Йде січове військо
- Не сміє бути в нас страху — також пластунська пісня, гімн «Ордену Залізної Остроги».
- Чи то буря, чи то грім
- Мав я раз дівчиноньку, чепурненьку
- При каноні стояв